# 機動戦士ガンダムSEED featuring SUIT CD
機動戦士ガンダムSEED featuring SUIT CD（きどうせんしガンダムシード フィーチャリング スーツ シーディー）は、アニメ『機動戦士ガンダムSEED』及び『機動戦士ガンダムSEED DESTINY』のドラマCDシリーズの総称。

## 概要
『機動戦士ガンダムSEED』、『機動戦士ガンダムSEED DESTINY』における物語の背景を基にして作成されたドラマ形式のCDであり、『SEED』は両澤千晶、『SEED DESTINY』は後藤リウが脚本を担当。タイトルは主に各CDのメインキャラクターのテーマ曲から採用されている。

## 機動戦士ガンダムSEED SUIT CD一覧

### SUIT vol.1 STRIKE × KIRA YAMATO
2003年3月21日発売。規格品番はVICL-61071。ボーカル楽曲のアーティストはキラ・ヤマト（保志総一朗）。
収録曲
1. 今、この瞬間がすべて（4:01）
  - 作詞：石川知亜紀 / 作曲・編曲：水島康貴 / 歌：キラ・ヤマト（保志総一朗）
2. 「トリィ」～キラ・ヤマト編（17:17）
  - 出演：保志総一朗・石田彰・井上喜久子・千葉一伸・進藤尚美
3. 飛翔（4:14）
  - 作曲・編曲・演奏：佐橋俊彦
4. 今、この瞬間がすべて（オリジナルカラオケ）（3:58）

### SUIT CD vol.2 Athrun Zala × Cagalli Yula Athha
2003年4月23日発売。規格品番はVICL-61072。ボーカル楽曲のアーティストはカガリ・ユラ・アスハ（進藤尚美）。
収録曲
1. Precious Rose（4:49）
  - 作詞：進藤尚美 / 作曲：Little Voice / 編曲：清水武仁 / 歌：カガリ・ユラ・アスハ（進藤尚美）
2. 「トリィ」～アスラン・ザラ編（20:00）
  - 出演：石田彰・保志総一朗・井上喜久子・千葉一伸・進藤尚美
3. 桜色の季節（1:46）
  - 作曲・編曲・演奏：佐橋俊彦
4. あんなに一緒だったのに ～Athrun Zala feeling～（3:57）
  - 作曲・編曲・演奏：佐橋俊彦
5. Precious Rose（オリジナルカラオケ）（4:47）

### SUIT CD vol.3 Lacus Clyne × HARO
2003年5月21日発売。規格品番はVICL-61073。ボーカル楽曲のアーティストはラクス・クライン（田中理恵）。
収録曲
1. 水の証（4:27）
  - 作詞・作曲・編曲：梶浦由記 / 歌：ラクス・クライン（田中理恵）
2. 「ハロ」（11:10）
  - 出演：田中理恵・石田彰・三石琴乃
3. 嵐の予感（4:16）
  - 作曲・編曲・演奏：佐橋俊彦
4. 水の証（オリジナルカラオケ）（4:25）

### SUIT CD vol.4 Miguel Ayman x Nicol Amarfi
2003年6月21日発売。規格品番はVICL-61074。ボーカル楽曲のアーティストはFictionJunction YUUKA。
収録曲
1. 暁の車（5:03）
  - 作詞・作曲・編曲：梶浦由記 / 歌：FictionJunction YUUKA
2. 「クルーゼ隊 ～ 1.先輩」（8:06）
  - 出演：西川貴教・石田彰・MAMI
3. NICOL'S PIANO "涙のテーマ"（2:55）
  - 作曲・編曲・演奏：柿島伸次
4. 緑の交戦（4:07）
  - 作曲・編曲・演奏：佐橋俊彦
5. 暁の車（オリジナルカラオケ）（5:01）

### SUIT CD vol.5 Athrun×Yzak×Dearka
2003年7月23日発売。規格品番はVICL-61075。ボーカル楽曲のアーティストはイザーク・ジュール（関智一）。
収録曲
Track 3〜8作曲・編曲・演奏：佐橋俊彦
1. Shoot（5:41）
  - 作詞・作曲・編曲：梶浦由記 / 歌：イザーク・ジュール（関智一）
2. 「クルーゼ隊 ～ 2.ライバル」（9:05）
  - 出演：石田彰・関智一・笹沼尭羅
3. 空の声（2:06）
4. 銀河（1:46）
5. 暗黒計略（1:59）
6. 信頼の破綻（1:26）
7. 風の意思（1:21）
8. 戦況報告（4:17）
9. Shoot（オリジナルカラオケ）（5:37）

## 機動戦士ガンダムSEED DESTINY
- 機動戦士ガンダムSEED DESTINY SUIT CD Vol.6 シン・アスカ×デスティニー
- 機動戦士ガンダムSEED DESTINY SUIT CD Vol.7 アウル・ニーダ×スティング・オークレー
- 機動戦士ガンダムSEED DESTINY SUIT CD Vol.8 ラクス・クライン×ミーア・キャンベル
- 機動戦士ガンダムSEED DESTINY SUIT CD Vol.9 アスラン・ザラ×インフィニットジャスティス
- 機動戦士ガンダムSEED DESTINY SUIT CD Vol.10 キラ・ヤマト×ストライクフリーダム

## 関連作品
機動戦士ガンダムSEED featuring SUIT CD
著者：山口 恭史
カドカワコミックス・エースから発売された。機動戦士ガンダムSEED featuring SUIT CDに収められている物語を漫画化したものであり、『月刊ガンダムエース』で5か月にわたり連載された。